# SN 1989D
SN 1989D – supernowa typu Ia odkryta 3 lutego 1989 roku w galaktyce NGC 2963. W momencie odkrycia miała maksymalną jasność 16,00m.